# Jurij Sjaporin
Jurij Aleksandrovitj Sjaporin (ryska: Юрий (Георгий) Александрович Шапорин), född 8 november 1887 i Hluchiv, Kejsardömet Ryssland (nu i Ukraina), död 9 december 1966, var en sovjetisk tonsättare.

## Biografi
Sjaporin var son till en målare och hans mor en pianist. Han fick sin gymnasieutbildning i Sankt Petersburg. Han studerade därefter först filologi vid universitetet i Kiev och fortsatte att studera juridik vid Sankt Petersburgs universitet.
Sjaporin vände sig då till musiken och börjar sina studier vid Sankt Petersburg Konservatorium 1913. Bland hans lärare fanns Nikolay Sokolov (komposition), Maximilian Steinberg (orkestrering) och Nikolaj Tjerepnin (dirigering). Han utexaminerades som kompositör och dirigent 1918.
Efter Bolsjojteatern grundades 1919, tjänstgjorde han som dess musikaliska ledare fram till 1928. Han arbetade därefter med den ryska statliga Aleksandrinskij teatr fram till 1934. Under denna period komponerade han en betydande mängd teatermusik. Han var en av grundarna av Föreningen för samtida musik 1923.
Under 1930-talet riktade Sjaporin sin uppmärksamhet mot storskaliga verk. Hans opera Dekabristi, till ett libretto skrivet av Aleksej Nikolajevitj Tolstoj om Decemberupproret hade varit i Sjaporins tankar sedan 1920 och en interimsversion, Polina Gyobe, hade satts upp 1925 på två scener i Leningrad sedan det hade döpts om 1924. Sjaporin fick ett erbjudande om en lärartjänst vid Moskvas konservatorium och han flyttade till Moskva 1938. Han avslutade en version 1938, för en beställning från Bolsjojteatern, men missnöjd med resultatet, bestämde han sig för att revidera den. Operan avslutades först 1953, efter samarbete med librettisten Vsevolod Rozjdestvenskij, och den uruppfördes vid Bolsjojteatern den 23 juni 1953.
Bland Sjaporins studenter på Moskvas konservatorium fanns Edward Artemiev och Rodion Konstantinovich Shchedrin.
År 1952 tilldelades Sjaporin Stalinpriset.

## Verk i urval
- Pianosonater (minst två, opus 5 utgiven omkring 1924, opus 7, utgiven omkring 1929).
- Symfoni för kör och orkester, opus 11, färdigställd 1932 med premiär i London by Albert Coates och BBC Symphony Orchestra.
- Na pole Kulikovom, kantat, opus 14.
- Berättelsen om kampen för den ryska jorden, opus 17 (inspelad på HMV omkring 1970).
- Hur länge ska draken flyga?, oratorium for baryton, mezzo-sopran, kör och orkester, opus 20.
- Stycken för cello och piano, opus 25.
- Ballader for piano, opus 28.
- Dekabristy (Decemberrevolutionen), opera, färdigställd 1953.

## Filmmusik
- Dezertir (1933)
- Tri pesni o Lenine (Tre sånger om Lenin) (1934)
- Zakljutjonnye (Fångar) (1936)
- Pobeda (1938)
- Minin i Pozjarskij (1939)
- Suvorov (1941)
- Kutuzov (1944)